# Hapalopsittaca
A Hapalopsittaca a madarak osztályának papagájalakúak (Psittaciformes) rendjébe a papagájfélék (Psittacidae) családjába és az araformák (Arinae) alcsaládjába tartozó nem.

## Rendszerezésük
A nemet Robert Ridgway amerikai ornitológus írta le 1912-ben, az alábbi fajok tartoznak ide:
- Rozsdásarcú papagáj (Hapalopsittaca amazonina)
- Fuertes-papagáj (Hapalopsittaca fuertesi)
- Feketeszárnyú papagáj (Hapalopsittaca melanotis)
- Pirosarcú papagáj (Hapalopsittaca pyrrhops)

## Előfordulásuk
Dél-Amerikában, az Andok területén honosak. Természetes élőhelyeik a szubtrópusi vagy trópusi hegyi esőerdők és magaslati cserjések.

## Megjelenésük
Átlagos testhosszuk 22-24 centiméter közötti.